# Bingum
Bingum ist der einzige westlich der Ems und damit im Rheiderland gelegene Stadtteil von Leer (Ostfriesland). Der Ort wird durch die Jann-Berghaus-Brücke mit der Leeraner Kernstadt und dem Leeraner Stadtteil Leerort verbunden. Bingum grenzt an die Gemeinden Weener und Jemgum.

## Geschichte
Um das Jahr 900 wurde die Siedlung erstmals urkundlich als Binninghem erwähnt, eine Gründung wird aber schon für das 7. oder 8. Jahrhundert vermutet. In der Folgezeit hatte der Ort häufig mit den Fluten der Ems zu kämpfen. Die Dorfhäuptlinge stellte lange Zeit eine Familie mit dem Namen Crumminga, danach waren es die Familie Sluiter und die Freiherren von Rheden. Später standen gewählte Schüttmeister dem Ort vor. Zu leiden hatte der Ort unter verschiedenen Kriegen, etwa der Geldrischen Fehde, dem Dreißigjährigen und dem Siebenjährigen Krieg.
Bis 1932 gehörte die Gemeinde Bingum zum Kreis Weener. Noch kurz vor der Machtergreifung der NSDAP 1933 hatte hier mehr als die Hälfte der Bevölkerung KPD oder SPD gewählt.
Die Nationalsozialisten ließen in Bingum Zwangssterilisationen durchführen. Während des Zweiten Weltkriegs gab es in Bingum ein Kriegsgefangenenlager mit 25 Inhaftierten, die Zwangsarbeit zu leisten hatten. Nach dem Krieg siedelten sich nur relativ wenige Flüchtlinge in Bingum an.
In den Jahren 1948 bis 1950 wurde die Jann-Berghaus-Brücke gebaut, welche seitdem die wichtigste Verbindung mit der Stadt Leer darstellt.
Bis zur Gebietsreform in Niedersachsen war das Dorf an der Ems eine selbstständige Gemeinde im Landkreis Leer. Seit der Eingemeindung am 1. Januar 1973 hat Bingum durch zahlreiche Neubaugebiete viele neue Einwohner hinzugewonnen, sodass die Einwohnerzahl nun bei etwa 2000 liegt.

### Wappen
| | Blasonierung: „In Silber (Weiß) über einem grünen Schildfuß, dieser belegt mit einem silbernen (weißen) Wellenbalken, ein roter Ziegelbrennofen (Ringofen) mit drei silbernen (weißen) Toren.“ |
| Wappenbegründung: Das von Ebo Pannenborg entworfene Wappen wurde am 11. April 1968 vom Regierungspräsidenten in Aurich verliehen. Die Haupterwerbsquelle der Bingumer war in den vergangenen Jahrhunderten das Ziegeleiwesen. Gleich mehrere Ziegeleien prägten das Bild des Ortes und des Lebens, in der Hochzeit der Vergangenheit waren es insgesamt zehn Betriebe gleichzeitig; der Ziegelbrennofen symbolisiert dieses. Der Schildfuß steht für die grünen Wiesen und Weiden, die das Dorf umgeben, der Wellenbalken deutet auf die Ems, an deren Unterlauf Bingum liegt. | |

### Flagge
|  | 00Hissflagge:„Die Flagge ist schwarz-rot-blau geteilt mit dem aufgelegten Wappen in der Mitte.“ |

## Bingum

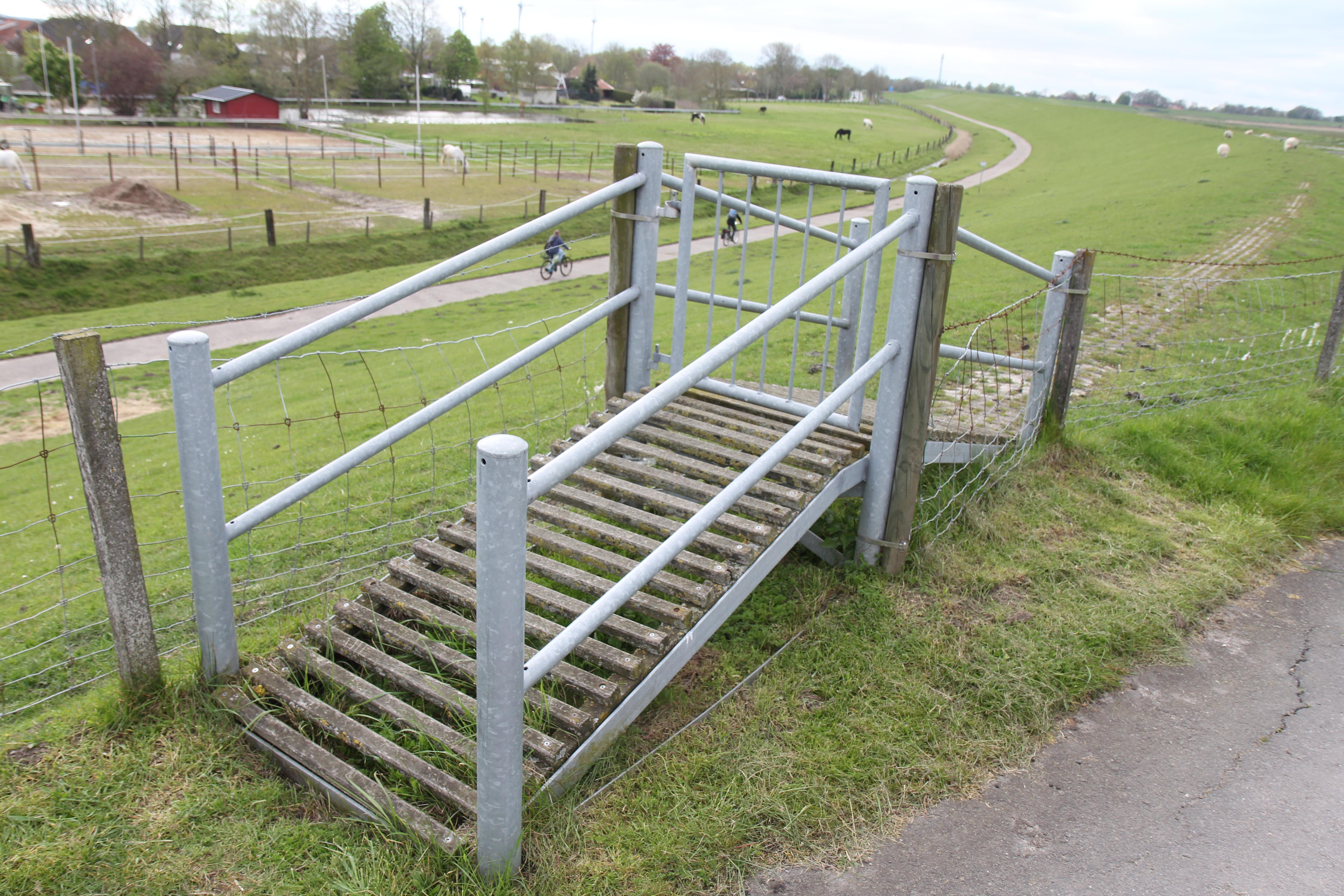
Emsdeich bei Bingum mit Schafschleuse

Zum Stadtteil Bingum gehören neben dem eigentlichen Dorf Bingum auch die beiden Dörfer Bingumgaste und Coldam. Daneben gibt und gab es auch noch einige kleinere Wohnplätze: Einhaus ist ein Überrest des nach Westen gewanderten Ortes Weenermoor. Auf dem Gebiet der Stadt Weener finden sich analog dazu die Wohnplätze Tweehusen und Dreehusen, deren Namen nicht eingedeutscht wurden. Neubingum nennt sich die seit 1925 entstandene Neubausiedlung nördlich des alten Dorfs. Die Gehöfte Nortmerfähr und Uthörn existieren heute nicht mehr.
In Bingum gibt es eine Grundschule, weiterführende Schulen werden von den hier ansässigen Schülern in Leer (Ubbo-Emmius-Gymnasium, Teletta-Groß-Gymnasium, Fachgymnasien) oder in Jemgum (Haupt- und Realschule Carl-Goerdeler-Schule) besucht. Im Bingumer Ortskern steht mit der Matthäikirche eine der im Rheiderland seltenen lutherischen Kirchen, die sich mit den in den benachbarten Jemgumer Ortsteilen Holtgaste und Pogum gelegenen Kirchengemeinden eine Pfarrstelle teilt. Weiterhin ist in Bingum ein Sportverein, der BSV Bingum, ansässig. Bingum hat zudem einen kleinen Emshafen, der hauptsächlich von Sportbooten genutzt wird. Er wird von der kleinen Insel Bingumer Sand vor Wind und Wellen geschützt.

## Bingumgaste

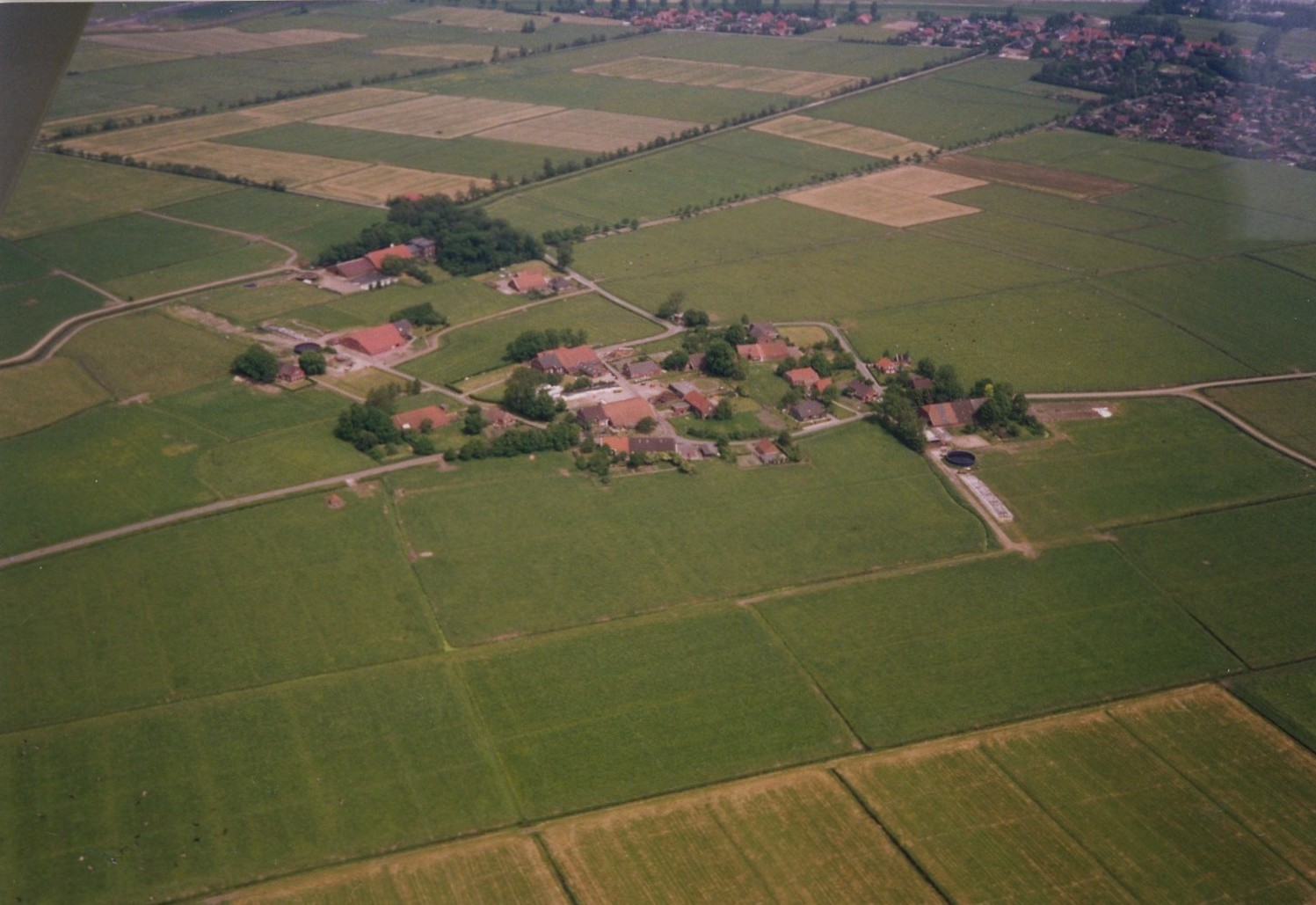
Luftbild von Bingumgaste

Bingumgaste gehört zum Ortsteil Bingum und ist damit Teil der Stadt Leer/Ostfriesland. Es findet sich zum ersten Mal auf einer Karte von 1589 als „Binningergast“ eingezeichnet. Es handelt sich dabei um zu Bingum gehörende Getreideäcker, die auf einer erhöhten Geestinsel westlich der Ortschaft Bingum liegen. 1823 gab es hier 27 Feuerstellen mit 151 Einwohnern. 1848 waren es bei gleicher Einwohnerzahl 21 Wohngebäude. Ende 2008 lebten 53 Einwohner in Bingumgaste in 23 Wohngebäuden.
Einhaus wird 1823 zum ersten Mal urkundlich erwähnt und 1824 auch als „Eenhus“ bezeichnet. Es liegt am Weg von Bingumgaste durch den Hammrich nach Weener und bedeutet „einzelnes Haus“ wohl in Abgrenzung zu den beiden anderen Wohnplätzen an diesem Weg, die „Dreehusen“ und „Tweehusen“ heißen und zur Stadt Weener gehören. 1823 gab es hier sechs Einwohner, 1848 waren es vier.

## Coldam
Coldam liegt etwas südlich des Dorfes Bingum, an der Straße nach Weener an der Ems. Der Ort erscheint 1595 erstmals auf einer Karte. Der Ortsname bedeutet entweder kalter Damm, im Sinne von nicht mehr verwendeter Damm, oder erhöhter Damm. Im Jahr 1823 lebten in Coldam 106 Menschen, 1848 waren es 114 Einwohner in 17 Gebäuden. In Coldam befindet sich ein privat geführtes Kunstzentrum in einem historischen Bauernhof.

## Persönlichkeiten
- Bernhard Duhm (1847–1928), Theologe
- Albrecht Janssen (1886–1972), Schriftsteller
- Reinhold Mühring (1927–1985), Politiker